# Лариш-Валлерзе, Мария Луиза фон
Мари́я Луи́за Елизаве́та фон Ва́ллерзе (нем. Marie Louise Elisabeth von Wallersee, урождённая Мендель; 24 февраля 1858, Аугсбург — 4 июля 1940, Аугсбург) — австрийская дворянка, племянница австрийской императрицы Елизаветы, в замужестве графиня фон Лариш-Мённих, во втором браке Мария Брукс, в третьем — Мария Мейерс.

## Биография
Мария Луиза — внебрачная дочь герцога Людвига Вильгельма Баварского и актрисы еврейского происхождения Генриетты Мендель. Родители Марии Луизы вступили в морганатический брак спустя год после её рождения. В том же году Генриетта Мендель получила наследственный дворянский титул баронессы. Мария получила хорошее образование, занималась верховой ездой и фехтованием. В 1869 году с визитом у старшего брата Людвига побывала императрица Елизавета, которой приглянулась племянница, и она пригласила её погостить в Вене, а в 1876 году — в венгерском Гёдёллё. В Венгрии Мария Луиза прожила несколько месяцев и вращалась в кругу друзей и гостей тётки-императрицы. Императрица, обладавшая имиджем роковой женщины, приблизила Марию к себе и сделала её своим доверенным лицом. Дочь актрисы в ближайшем окружении императрицы вызывала недовольство и ревность присутствовавших дворян, среди которых находилась и баронесса Хелена Вечера.

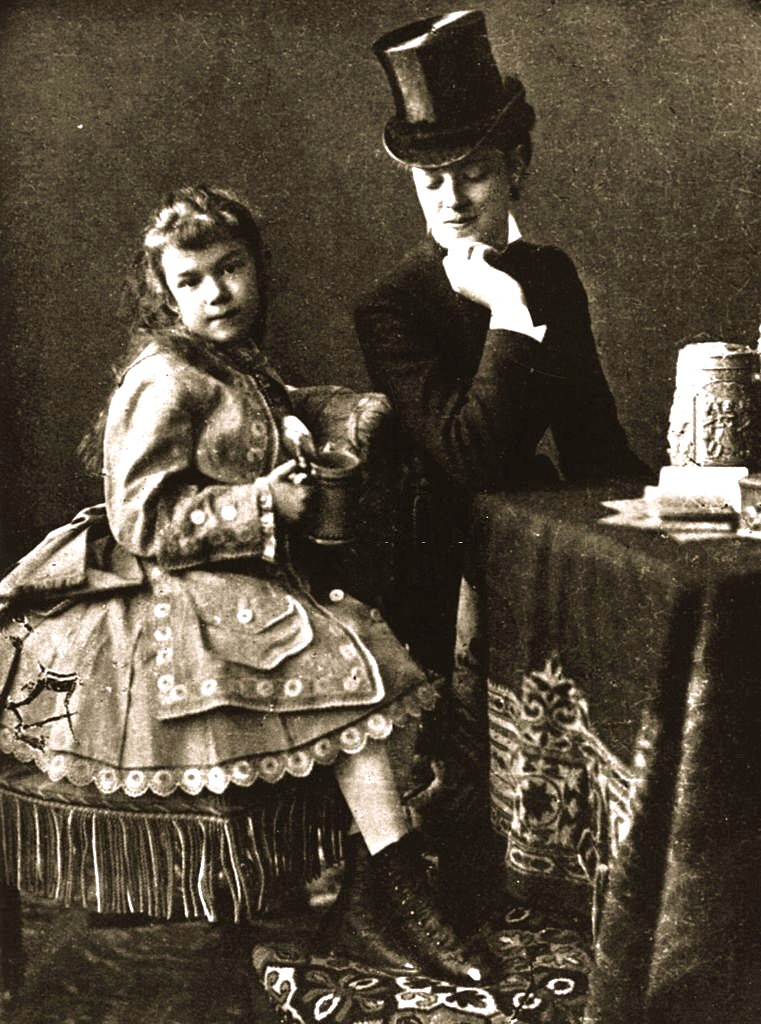
Мария Луиза с эрцгерцогиней Марией Валерией

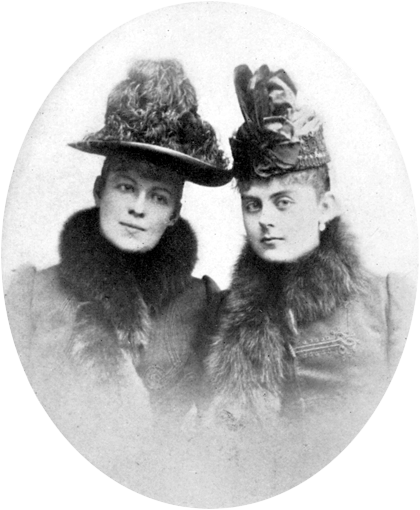
Мария Луиза фон Лариш-Мённих и Мария фон Вечера

Благодаря родственным связям и отличным умениям в верховой езде Мария Луиза имела все шансы получить назначение придворной дамой у Елизаветы. Поэтому придворная дама графиня Мария Фештетич всячески стремилась удалить «маленькую Валлерзе» от двора и устроила знакомство Марии Луизы с графом Георгом Лариш-Мённихом (1855—1928). По настоянию тётки Елизаветы Мария Луиза вышла замуж за графа 20 октября 1877 года. Супруги поселились недалеко от Троппау в Силезии, где Мария Луиза родила сына Франца Иосифа и дочь Марию Валерию. Крёстными детей Лариш-Мённихов выступили император Франц Иосиф и его младшая дочь, эрцгерцогиня Мария Валерия.
Мария была назначена придворной дамой, её супруг Георг — камергером. В течение нескольких лет Мария Луиза сопровождала императрицу в её поездках. Брак с графом, заключённый по расчёту, не был идеальным, Мария Луиза не считала себя обязанной соблюдать супружескую верность в навязанном ей семейном союзе. Дочь Марию Генриетту и сына Георга Генриха Мария Луиза родила не от мужа, а от своего любовника, офицера и спортсмена-конника Генриха Бальтацци, брата Хелены Вечеры. Ещё один сын Марии Луизы Фридрих Карл родился в 1894 году от связи с публицистом Карлом Эрнстом фон Отто-Креквицем. Граф Георг и Мария Луиза с 1889 года проживали раздельно: она — в Баварии, он — в Силезии. Развод супругов состоялся в 1896 году.
Графиня Мария Луиза жила на широкую ногу и погрязла в долгах. Финансовую помощь ей оказывали Генрих Бальтацци, кузен кронпринц Рудольф и тётка императрица Елизавета. Страдавший депрессиями кронпринц Рудольф к 1888 году был одержим идеей добровольного ухода из жизни и искал женщину, которая бы согласилась совершить с ним совместное самоубийство. Графиня Мария Луиза бывала во дворце у Вечера и рассказала увлечённой кронпринцем племяннице Генриха Бальтацци Марии о своих высоких родственных связях и впоследствии несколько раз прикрывала тайные встречи Марии с Рудольфом, будучи обязанной кронпринцу за материальную помощь. После скандала в опере в начале декабря, когда Мария Вечера стала считать себя серьёзной соперницей кронпринцессе Стефании, супруге Рудольфа, Мария Луиза перестала им помогать. Рудольф и Мария Вечера продолжали встречаться, используя в качестве поверенного личного кучера Йозефа Братфиша и камеристку Агнес. 28 января 1889 года по просьбе Рудольфа Мария Луиза привезла Марию Вечеру в Хофбург, поскольку кронпринц якобы собирался порвать с Вечерой. К удивлению графини в Хофбурге Мария Вечера от неё сбежала. В ночь на 30 января 1889 года кронпринц Рудольф, по одно из версий, осуществил свой план совместного самоубийства в охотничьем замке Майерлинг, застрелив Марию Вечеру и через несколько часов самого себя.
До смерти Рудольф якобы потребовал от Марии Вечеры вернуть написанные им ей любовные письма и сжёг их, а письма «маленькой Вечеры» и графини Лариш он оставил в своём письменном столе и даже специально упомянул о них в приписке к своему завещанию. Одно из писем графини Лариш было обнаружено в его форменном кителе. В силу этих трагических обстоятельств графиня Мария Луиза впала в немилость у императрицы Елизаветы и ей было отказано при дворе. Ей не дали никакой возможности оправдаться. Вскоре Мария Луиза вернулась в Баварию, где проживала в Роттах-Эгерне на своей вилле «Валерия».
В Роттах-Эгерне Мария Луиза познакомилась с певцом баварской придворной оперы Отто Бруксом и вышла за него замуж в 1897 году. Из солидарности с австрийским императорским домом в Баварии Отто Брукса лишили возможности выступать в придворных театрах и вместо его музыкальных талантов обсуждали исключительно  его брак с «той самой графиней Лариш, которая в Майерлинге…». Брукс стал злоупотреблять алкоголем. В 1899 году у супругов родился сын Отто. Нуждавшаяся в деньгах Мария Брукс решила записать свои воспоминания о своих высоких родственниках. Император Франц Иосиф во избежание публикации откровений Марии Луизы выкупил у неё первые рукописи за крупную сумму и назначил ей ренту. Тем не менее, Мария Луиза, имевшая крупные долги и пытавшаяся восстановить своё доброе имя, неоднократно вступала в переговоры с издателями и журналистами.
В 1906 году Отто Брукс получил назначение директором театра в Меце. В 1907 и 1909 годах умерли дети Марии Луизы от Генриха Бальтацци: Мария Генриетта умерла от чёрной оспы, Георг Генрих застрелился в Неаполе, узнав, кто был его настоящим отцом и о своей причастности к майерлингской истории. Нарушив свои обязательства по договорам с императорским домом, Мария Луиза в 1913 году связалась с английской журналисткой, благодаря помощи которой появилась книга «Моё прошлое». Она была издана крупным тиражом, но из-за начавшейся войны не имела ожидаемого финансового успеха. В 1914 году Отто Брукс умер от цирроза печени. В следующем году от тропической болезни умерла занимавшаяся миссионерской деятельностью старшая дочь Мария Валерия. В Первую мировую войну вдова Брукс служила медсестрой при «Красном Кресте» на Западном фронте и операционной сестрой в Мюнхене. В 1920 году Мария Луиза сняла немой фильм об императрице Елизавете и сыграла в нём саму себя.
В последующие годы Мария Луиза жила в большой бедности и работала экономкой в Берлине и планировала эмигрировать в США. В 1924 году была опубликована статья о племяннице императрицы, попавшей в сложные жизненные обстоятельства, проиллюстрированная изображениями молодой графини и её императорской родни. В статье также содержалось предложение Марии Луизы выйти замуж за того, кто оплатит ей и её сыну переезд в США. Таким образом 66-летняя Мария Луиза познакомилась с фермером и маклером из Флориды Уильямом Генри Мейерсом, оплатившим дорогу в США для неё и её сына Карла. Через три дня после прибытия Мария Луиза вышла за него замуж, выполнив свои обязательства и получив вид на жительство в США. Она всегда подчёркивала, что этот брак был фиктивным. Её американский супруг оказался аферистом, надеявшимся продвинуться в обществе и обогатиться за счёт своей супруги-графини. Мейерс плохо обращался с супругой, и Мария Луиза в 1926 году бежала от него в Нью-Джерси, устроившись работать кухаркой и уборщицей. О своей судьбе она поведала писателю немецкого происхождения, который написал о Марии Луизе две скандальные книги, но обманул её с гонораром. Эти сочинения создали Марии Луизе имидж злобной и алчной экс-графини, торговавшей своей императорской семьёй.
В 1929 году Мария Луиза вернулась в Аугсбург, где проживала в бедности и уединении, по-прежнему пытаясь реабилитироваться в глазах общественности и вновь обманываясь в издателях. Она умерла в бедности в доме престарелых. После смерти Марии Луизы её рукописи были конфискованы аугсбургским гестапо. Похоронена на мюнхенском Восточном кладбище рядом с отцом герцогом Людвигом и сыном Фридрихом Карлом, умершим в 35 лет от последствий гриппа. Долгие годы её могила оставалась безымянной, и лишь в 2012 году на ней был установлен простой деревянный крест с небольшой табличкой с именем.

## Семья
Мария Луиза вышла замуж за графа Георга Лариша фон Мённиха (1855—1928) 20 октября 1877 года. Брак был расторгнут в 1896 году. В этом браке родились
- Франц-Иосиф Людвиг Георг Мария (1878—1937)
- Мария Валерия Франциска Георгина (1879—1915)
- Мария Генриетта Александра (1884—1907)
- Георг Генрих Мария (1886—1909)
- Фридрих Карл Людвиг Мария (1894—1929)

15 мая 1897 года Мария Луиза вышла замуж за оперного певца Отто Брукса (1858—1914). В этом браке родился сын Отто Брукс-младший (1899—1977).
2 сентября 1924 года в США Мария Луиза вышла замуж за американского предпринимателя Уильяма Мейерса.

## Публикации
- Ein Königsmärchen. Spohr, Leipzig 1898
- Eine arme Königin. F. Fontane, Berlin 1900
- Meine Vergangenheit. F. Fontane, Berlin 1913 (), Neuauflage 1937 (My Past, London 1913)
- Kaiserin Elisabeth und ich. Eisentraut, Leipzig 1935 (Her Majesty Elizabeth of Austria-Hungary, New York, 1934)
- Die Heldin von Gaeta. Tragödie einer Königin. Goten-Verlag, Leipzig 1936 (My Royal Relatives, London 1936, Les Secrets d’une Maison Royal, Paris 1935)
- Gekrönte Frauen, Liebe und Tod, 1943